# ستراتفور
ستراتيجيك فوركاستينغ (بالإنجليزية: Strategic Forecasting, Inc)‏ والمعروفة أكثر باسم ستراتفور (بالإنجليزية: STRATFOR)‏ هو مركز دراسات إستراتيجي وأمني أميركي، يعد أحد أهمّ المؤسسات الخاصة التي تعنى بقطاع الاستخبارات، يعلن على الملأ طبيعة عمله التجسسي، ويجسّد أحد أبرز وجوه خصخصة القطاعات الأمريكية الحكومية.
تطلق عليها الصحافة الأمريكية اسم «وكالة المخابرات المركزية في الظل» أو الوجه المخصخص للسي آي إيه (بالإنجليزية: The Private CIA)‏. معظم خبراء مركز ستراتفور ضباط وموظفون سابقون في الاستخبارات الأمريكية. تعرض المركز لاختراق أمني، تسربت على أثره كمية ضخمة من المعلومات، نشرتها ويكيليكس.

## تاريخ
أُنشئت عام 1996 في ولاية تكساس، وأساس عملها على شبكة الإنترنت، حيث تبعث تقارير دورية مدفوعة لمشتركيها عبر البريد الإلكتروني، تملك اليوم حوالي 292 ألف مشترك بين أفراد ومؤسسات، وتقوم بإرسال نشرات إلكترونية مجانية لحوالي 2.2 مليون قارئ حول العالم، وهي تموّل نفسها من خلال الاشتراكات. تعرّف عن نفسها على موقعها بأنها: 
تمتلك مجموعة موظفين تطلق عليهم اسم «المصادر»، وهم يعملون على جمع المعلومات، وعلى تجنيد عملاء آخرين. ويتقاضون أجراً مادياً يختلف باختلاف نوع المعلومة التي يحصلون عليها وأهميتها.
بعد غزو العراق سنة 2003 نشطت شبكة ستراتفور على نحو ملحوظ في المنطقة وأسست شبكة عملاء هناك.

## المنتجات
تعتبر ستراتفور نفسها منصة استخبارات جيوسياسية، مع عائدات مستمدة من اشتراكات الأفراد والمؤسسات في ستراتفور وورلدفيو، ومنشوراتها عبر الإنترنت، ومن الأعمال الاستشارية المخصصة لعملاء الشركات.
نشرت ستراتفور إيجازًا استخباراتيًا يوميًا منذ إنشائها في عام 1996. حدث صعودها إلى الصدارة مع إطلاق مركز الأزمات في كوسوفو خلال غارات الناتو الجوية عام 1999 على كوسوفو، مما أدى إلى الدعاية في مجلة تايم، تكساس الشهرية، وغيرها من المطبوعات. قبل نهاية عام 1999، قدمت ستراتفور خدمة الاشتراك والتي من خلالها قدمت غالبية تحليلاتها.
في وقت لهجمات 11 سبتمبر 2001، قدمت ستراتفور فقرات سمتها «الأخبار العاجلة»، وكذلك بعض التحليلات البارزة التي تتوقع الإجراءات المحتمل أن يتخذها تنظيم القاعدة وإدارة بوش، وأتاحت هذه المواد مجانًا للجمهور.
تشمل أعمال النشر في ستراتفور تحليلاً مكتوبًا ومتعدد الوسائط متاحًا عبر الإنترنت عبر متصفح الويب أو من خلال واجهة برمجة التطبيقات، بالإضافة إلى تطبيقات الآيفون والأندرويد، ومنتج على مستوى المؤسسة أُطْلِّق في سبتمبر 2016، يقدم رؤية وتحليلات محددة لدعم قادة أمن الشركات. في أبريل 2017، أطلقت الشركة منشورها الأساسي على الإنترنت تحت اسم ستراتفور وورلدفيو. تظل بعض أعمال ستراتفور متاحة مجانًا للجمهور.

## الكتب والوسائط
نشرت ستراتفور مجموعات من التحليلات في غلاف ورقي وككتب إلكترونية حول مجموعة متنوعة من الموضوعات. تشمل الموضوعات أدلة المستخدم للأمن الشخصي،  و «تفويض الجهادية»، والحرب الأمريكية في أفغانستان، وفقًا لسلسلة من مقاطع الفيديو الترويجية على قناة الشركة على يوتيوب. على ما يبدو، في مرحلة ما، تم بيع الكتب من خلال واجهة متجر على موقع الشركة على الويب. تتوفر الآن كتب ستراتفور الإلكترونية والتحليلات الطويلة من خلال متجر مخصص في الموقع.
قام عدد من كبار المحللين في الشركة بنشر كتب باسمهم. ومن أبرز هؤلاء المؤسس جورج فريدمان  ونائب الرئيس للاستخبارات فريد بيرتون. كامران بخاري، نائب الرئيس السابق لستراتفور لشؤون الشرق الأوسط وجنوب آسيا، وهو مؤلف (مع فريد سنساي) كتاب الإسلام السياسي في عصر التحول الديمقراطي (بالجريف ماكميلان، 2013). ووصفت المراجعة أماني السحراوي الكتاب بأنه «أداة لا تقدر بثمن لأولئك الذين يسعون لاكتساب المعرفة بالفروق الدقيقة للأنظمة السياسية في العالم الإسلامي من منظور تاريخي، وكذلك لفهم التغيرات المعاصرة التي تحدث في المنطقة».
أشار بارون ذات مرة إلى ستراتفور بـ «ظل السي أي آي». وصف جوناثان لينج من بارونز فريدمان بأنه «أحد الخبراء المفضلين لدينا في الجغرافيا السياسية»، قائلاً: «تميل أحكامه إلى أن تكون أكثر دقة وطويلة المدى من تلك الصادرة عن الصحافة أو وول ستريت.»
استقال فريدمان من الشركة في عام 2015 لإطلاق شركة جديدة، باسم العقود الآجلة الجيوسياسية.

## المشتركين
قائمة الأعضاء والعملاء في ستراتفور سرية، لكن الشركة تقول إنها تشمل شركات فورتشين 500 وجامعات ووكالات حكومية دولية بالإضافة إلى محترفين يشترون عضوية فردية.

## التمويل
في أكتوبر 2015، جمعت ستراتفور تمويلًا بقيمة 12 مليون دولار من خلال استثمار أسهم النمو من قبل شركة تيك وود كابيتال ومقرها دالاس.  تتضمن خطة ستراتفور للتمويل توسيع شبكاتها الاستخباراتية، وتعزيز البنية التحتية التشغيلية والانتقال إلى الأسواق الحدودية.

## الهيكل والعمليات
وشملت عملاء ستراتفور المؤسسات الأكاديمية وشركات الاستثمار والشركات الكبرى مثل لوكهيد مارتن، غولدمان ساكس، بنك أوف أمريكا، كوكا كولا وشركة داو للكيماويات.
في عام 2008، ورد أن الشركة لديها 40 موظفًا بدوام كامل في أوستن. تختار المتدربين من جامعة تكساس القريبة.
يدفع محللو ستراتفور للحصول على المعلومات، لكنهم يستخدمون أيضًا معلومات مفتوحة المصدر للتنبؤ بمكان نشوب الأزمات العالمية. تحصل ستراتفور أيضًا على المعلومات عن طريق الشبكات الشخصية. وأشار فريد بورتون في رسائل البريد الإلكتروني المسربة انه على اتصال مع «المقربين السابقين الموثوقين من السي أي ايه» كمصدر للمعلومات، وأنه كان على علم بلائحة اتهام مختومة ضد جوليان أسانج في عام 2011.

## الأحداث
في أكتوبر 2017، رعت ستراتفور منتدى تكساس للأمن القومي لعام 2017 الذي نظمه مركز كليمنتس للأمن القومي، ومركز روبرت شتراوس للأمن الدولي والقانون، ومشروع دراسات الاستخبارات في جامعة تكساس في أوستن. كان الموضوع هو «التحالفات والشراكات في الأمن القومي الأمريكي». تضمن الحدث كلمة رئيسية ألقاها مايكل بومبيو، الذي كان وقتها مديرًا لوكالة المخابرات المركزية الأمريكية ووزير خارجية الولايات المتحدة لاحقًا. أدار فريد بيرتون، كبير ضباط الأمن في ستراتفور، لجنة ضمت القائم بأعمال مدير المخابرات المركزية السابق جون ماكلولين والمدير السابق بوكالة استخبارات الدفاع ديفيد شيد.

## الحوادث

### حادث القرصنة
في 24 ديسمبر 2011، اُخْتُرِق موقع ستراتفور. أعلن مجهول مسؤوليته، ونشروا أيضًا بيانات زعموا أنها مأخوذة من ستراتفور، بما في ذلك تفاصيل بطاقة الائتمان وكلمات المرور وعناوين عملاء ستراتفور.  قد يكون نظام البريد الإلكتروني الخاص بهم قد اُخْتُرِق أيضًا.
في نوفمبر 2013، حُكم على متسلل الكمبيوتر جيريمي هاموند بالسجن الفيدرالي لمدة عشر سنوات لدوره في هجوم مجهول.  مخبر مكتب التحقيقات الفيدرالي، هيكتور كزافييه مونسيجور (المعروف أيضًا باسم «سابو»)، واجه في البداية 124 عامًا في السجن لدوره في الهجوم، ولكن خُفِّضَت عقوبته إلى المدة التي قضاها بالإضافة إلى الإفراج تحت الإشراف لمدة عام في مايو 2014 في مقابل لتعاونه كمخبر لمكتب التحقيقات الفيدرالي.

### تسرب البريد عام 2012
مقال تفصيلي: تسريب البريد الإلكتروني لستراتفور 2012
أعلن موقع ويكيليكس عن النشر الأولي لأكثر من خمسة ملايين رسالة بريد إلكتروني لستراتفور في 26 فبراير 2012.  ادعى مجهول أنه زود ويكيليكس بالبيانات.  صرح جورج فريدمان أن الأطراف الثالثة ربما تكون قد زورت أو غيرت رسائل البريد الإلكتروني، لكن ستراتفور لن تتحقق من صحة التعديلات أو أصالتها. أدانت ستراتفور التسريب ووصفته بأنه «مؤسف».

## وصلات خارجية
- ستراتفور على موقع Google Play (الإنجليزية)
- الموقع الرسمي (بالإنجليزية)
- ستراتفور: داخل عالم وكالة المخابرات المركزية الخاصة (بالإنجليزية)